# Shelter Island (Nueva York)
Para el lugar designado por el censo con el mismo nombre, véase; Shelter Island.
Shelter Island es un pueblo ubicado en el condado de Suffolk en el estado estadounidense de Nueva York. En el año 2000 tenía una población de 2,228 habitantes y una densidad poblacional de 71 personas por km².

## Geografía
Según la Oficina del Censo, la ciudad tiene un área total de 70,2 km² (27,1 mi²), de la cual 31,4 km² (12,1 mi²) es tierra y 38,7 km² (14,9 mi²) (55.20%) es agua.

## Demografía
Según la Oficina del Censo en 2000 los ingresos medios por hogar en la localidad eran de $53,011, y los ingresos medios por familia eran $63,750. Los hombres tenían unos ingresos medios de $41,508 frente a los $36,316 para las mujeres. La renta per cápita para la localidad era de $30,346. Alrededor del 7.7% de la población estaban por debajo del umbral de pobreza.